# Eliza Jane
Eliza Jane (San Diego, California; 7 de septiembre de 1993) es una actriz pornográfica, modelo erótica y camgirl estadounidense.

## Biografía
Nació en San Diego, en el estado de California, en septiembre de 1993. No se sabe mucho acerca de su vida antes de entrar en la industria pornográfica salvo que trabajó una temporada como modelo de cámara web para diversas páginas.
Debutó en la industria como actriz en 2016, a los 23 años de edad, por medio de la agencia East Coast Talents. Desde entonces ha trabajado para productoras como Digital Sin, Tushy, Evil Angel, Girlfriends Films, Metart, Wicked Pictures, Sweet Sinner, Digital Playground, Diabolic Video, Jules Jordan Video, Kink.com o Elegant Angel, entre otras.
En 2018 recibió dos nominaciones en los Premios AVN en las categorías de Mejor actriz revelación y Mejor actuación solo / tease. Esta última por su trabajo en por Confession Booth. Así como una nominación en los Premios XBIZ por la Mejor escena de sexo en película gonzo con Dirty Dolls.
En 2019 ganó los Premios AVN a la Mejor actriz por Anne: A Taboo Parody y a la Mejor escena de sexo lésbico en grupo por A Flapper Girl Story.
Ha rodado más de 170 películas como actriz.
Alguno de sus trabajos destacados son A Soft Touch 3, Cum Deep In Me, Lesbian Schoolgirls, More Than Friends, Mother Lovers Society 17, Next Big Step, Pure 9, Student Bodies 6 o Young and Curious 3.

## Premios y nominaciones
| Año  | Ceremonia                   | Resultado | Premio                                        | Trabajo              |
| ---- | --------------------------- | --------- | --------------------------------------------- | -------------------- |
| 2017 | Premios AVN                 | Nominada  | Premio fan: Debutante más caliente            | —                    |
| 2018 | Premios AVN                 | Nominada  | Mejor actriz revelación                       | —                    |
| 2018 | Premios AVN                 | Nominada  | Mejor actuación solo / tease                  | Confession Booth     |
| 2018 | Premios AVN                 | Nominada  | Premio fan: Debutante más caliente            | —                    |
| 2018 | Spank Bank Technical Awards | Nominada  | Excellence in 'Lawn' Maintenance              | —                    |
| 2018 | Spank Bank Technical Awards | Nominada  | Pussy Phenomenon of the Year                  | —                    |
| 2018 | Spank Bank Technical Awards | Nominada  | Sensational Scissorist                        | —                    |
| 2018 | Spank Bank Technical Awards | Nominada  | Webcam / Skype Show Girl of the Year          | —                    |
| 2018 | Spank Bank Technical Awards | Ganadora  | Best Potential SNL Host EVER!                 | —                    |
| 2018 | Premios XBIZ                | Nominada  | Mejor escena de sexo en película gonzo        | Dirty Dolls          |
| 2019 | Premios AVN                 | Nominada  | Aparición mainstream del año                  | —                    |
| 2019 | Premios AVN                 | Ganadora  | Mejor actriz                                  | Anne: A Taboo Parody |
| 2019 | Premios AVN                 | Nominada  | Mejor actuación solo / tease                  | Loving Myself        |
| 2019 | Premios AVN                 | Nominada  | Mejor escena de sexo en grupo                 | Anne: A Taboo Parody |
| 2019 | Premios AVN                 | Ganadora  | Mejor escena de sexo lésbico en grupo         | A Flapper Girl Story |
| 2019 | Premios AVN                 | Nominada  | Mejor escena de sexo lésbico en grupo         | Unleashed            |
| 2019 | Premios AVN                 | Nominada  | Premio fan: Artista femenina favorita         | —                    |
| 2019 | Premios XBIZ                | Nominada  | Mejor actriz protagonista                     | Anne: A Taboo Parody |
| 2019 | Premios XBIZ                | Nominada  | Mejor escena de sexo en película protagonista | Anne: A Taboo Parody |